# Глазунов, Владимир Иванович
Владимир Иванович Глазунов (1925—1992) — красноармеец Рабоче-крестьянской Красной Армии, участник Великой Отечественной войны, Герой Советского Союза (1944).

## Биография
Владимир Глазунов родился 4 июля 1925 года в посёлке Авдеевка (ныне — город в Донецкой области Украины) в рабочей семье. Окончил семь классов школы, в 1941 году — один курс железнодорожного училища. В сентябре 1943 года Глазунов был призван на службу в Рабоче-крестьянскую Красную Армию. С октября того же года — на фронтах Великой Отечественной войны, был стрелком 105-го гвардейского стрелкового полка 34-й гвардейской стрелковой дивизии 46-й армии 3-го Украинского фронта. Отличился во время форсирования Днестра.
17 апреля 1944 года Глазунов в составе группы бойцов из 10 человек под командованием лейтенанта Бориса Васильева-Кытина участвовал в захвате плацдарма на правом берегу Днестра в районе села Раскаецы Суворовского района Молдавской ССР. Бой с контратакующими подразделениями противника длился в течение 36 часов. Группе удалось закрепиться на высоте и отбить 17 контратак, дважды даже самой перейдя в контратаки. В боях враг понёс большие потери в живой силе. Несмотря на численный перевес противника, группе удалось удержать боевые позиции до подхода подкреплений.
Указом Президиума Верховного Совета СССР от 13 сентября 1944 года за «образцовое выполнение боевых заданий командования на фронте борьбы с немецкими захватчиками и проявленные при этом мужество и героизм» гвардии красноармеец Владимир Глазунов в числе всех участников тех боёв был удостоен высокого звание Героя Советского Союза с вручением ордена Ленина и медали «Золотая Звезда» за номером 4860.
В декабре 1945 года Глазунов был демобилизован. Работал в Авдеевке, затем — в городе Минеральные Воды Ставропольского края. В 1970-е годы переехал в Пятигорск. Скончался 11 ноября 1992 года и был похоронен  на городском кладбище города Минеральные Воды.
Был также награждён орденом Отечественной войны 1-й степени и рядом медалей.

## Память
Имя Глазунова В.И. высечено на обелиске, установленном у села Раскэець в честь подвига 11 гвардейцев (Мемориал "Высота Ломакина") 